# Jan Dymitr Solikowski

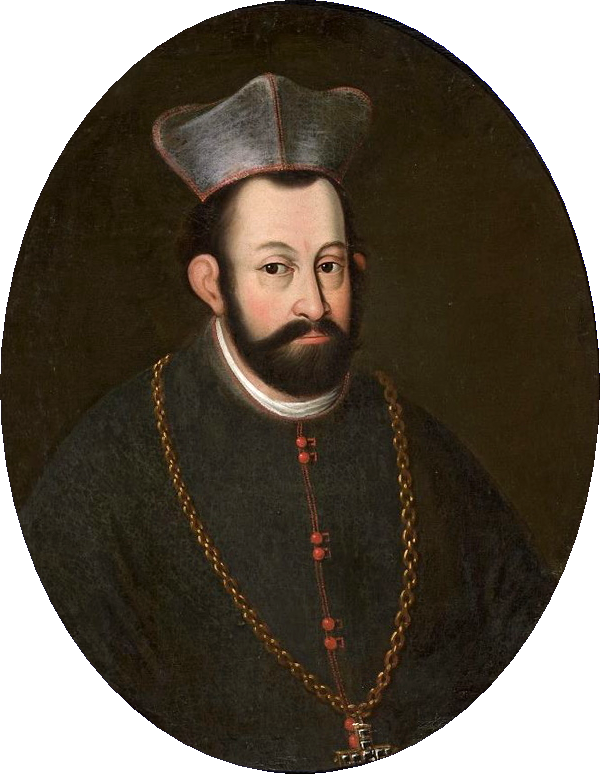
Jan Dymitr Solikowski

Jan Dymitr Solikowski (lateinisch Ioannes Demetrius Solicovius u. Ä.; * um 1539, Sieradz (?), Königreich Polen; † 27. Juni 1603, Lwów, Polen-Litauen) war römisch-katholischer Geistlicher, Diplomat und Schriftsteller. Er war Erzbischof von Lemberg (1583–1603).

## Leben
Jan Dymitr entstammte einer protestantischen Familie. Sein Vater Jan Solikowski war Bürgermeister von Sieradz. Jan Dymitr Solikowski studierte an der Akademie in Kraków (1556–1559) und an der Universität in Wittenberg bei Philipp Melanchthon (1559–1560).
1562 erwarb er einen Magister der Wissenschaften und der Philosophie, im selben Jahr wurde er Kaplan.
Seit 1564 war er Sekretär des polnischen Königs und nahm an einigen diplomatischen Missionen teil. 1570 war er Mitunterzeichner des Friedens von Stettin.
1583 wurde Jan Solikowski zum Erzbischof von Lwów ernannt. 1589 unterschrieb er den Vertrag von Bytom und Będzin mit. 1593 leitete er eine Synode seines Erzbistums, die die Beschlüsse des Konzils von Trient umsetzen sollte. Jan Solikowski nahm an den Gesprächen mit den orthodoxen Bischöfen über ein Zusammengehen der Kirchen teil und unterzeichnete 1596 die Union von Brest.
Er war Autor zahlreicher theologischer und politischer Schriften.